# Winfried Petrus Ignatius Zillig
Winfried Petrus Ignatius Zillig (Würzburg, Beieren, 1 april 1905 – Hamburg, 18 december 1963) was een Duits componist en dirigent.

## Leven
Zillig studeerde eerst aan het rechten aan de Universiteit van Würzburg en muziek aan de Hochschule für Musik Würzburg. Daarna studeerde hij in Wenen bij Arnold Schönberg en ging met hem naar Berlijn van 1926 tot 1928, waar hij assistent werd van Erich Kleiber aan de Staatsopera Berlijn.
Het volgden engagementen als repetitor en kapelmeester in Oldenburg (1928), Düsseldorf aan de opera (1932), Essen chef-dirigent van de opera (1937) en Posen (1940 tot 1943). Naar het einde van de Tweede Wereldoorlog kwam Zillig terug naar Düsseldorf. Hij werd van 1947 tot 1951 dirigent bij de HR Hessischer Rundfunk in Frankfurt am Main en vanaf 1959 werd hem de leiding van de muziekafdeling bij de NDR Norddeutscher Rundfunk in Hamburg opgedragen. Als dirigent heeft hij zich voor de verbreiding van de werken van Gustav Mahler en Arnold Schönberg ingezet.
Als componist schreef hij opera's, werken voor orkest, harmonieorkest, koren en kamermuziek. Hij completeerde het oratorium Die Jakobsleiter van Arnold Schönberg, zijn leraar.

## Stijl
Zijn composities zijn van lyrische grond stemming vervuld; uitgebreide ritmiek heeft meestal een functie van indeling, de dodekafonische reeksenbouw (twaalftoonstechniek) integreert elementen van tonaliteit.

## Composities

### Werken voor orkest
- 1924 Choralkonzert, voor piano, orgel en orkest
- 1928 Ouverture, voor orkest
- 1929 Vorspiel zu Strindberg's «Traumspiel»
- 1930 Concert, voor orkest in een beweging
- 1938 Tanzsymphonie, voor orkest
- 1939 Lustspielsuite, uit de muziek tot «A Midsummer Night's Dream» van William Shakespeare voor orkest
- 1943 Prager Barock, voor orkest
- 1949 Concert, voor viool en orkest
  1. Allegro tenebroso
  2. Andante religioso
  3. Allegro giocoso
- 1952 Serenade No. 4, voor kamerorkest
  1. Fanfaretta
  2. Sinfonietta
  3. Notturno I
  4. Scherzino
  5. Notturno II
  6. Rondino
- 1953 Fantasia Irica, voor harp en strijkorkest
- 1954 Musik zu einem abstrakten Film, voor orkest
- 1955 Concert, voor viool en orkest
- 1962 1e orkestsuite tot de film "Traumstraßen der Welt"
- 1962 2e orkestsuite tot de film "Traumstraßen der Welt"
- 1963 Fantasie, Passacaglia und Fuge über den «Meistersinger»-Choral, voor groot orkest
- Osterkonzert

### Werken voor harmonieorkest
- 1927/1928 Serenade I, voor acht koperblazers (3 hoorns, 2 trompetten, 2 trombones, tuba)
- 1934/1952 Concert, voor cello en harmonieorkest

### Toneelwerken

#### Opera
- 1933 Rosse
- 1937 Das Opfer, 3 actes
- 1941 Die Windsbraut, 3 actes
- 1951 rev.1963 Troilus und Cressida
- 1961 Die Verlobung von San Domingo, 1 acte
- 1963 Das Verlöbnis - libretto: Richard Billinger

#### Tv-opera
- 1955 Bauernpassion

### Vocale muziek
- 1941 Zehn Lieder nach gedichten von Goethe, voor vrouwenstem en piano - tekst: Johann Wolfgang von Goethe
  1. Nähe des Geliebten (Ich denke dein)
  2. Süße Sorgen (Weichet, Sorgen, von mir)
  3. Fruh, wenn Tal, Gebirg' und Garten
  4. Blick um Blick (Wenn du dich im Spiegel besiehst)
  5. Der Bräutigam (Um Mitternacht, ich schlief)
  6. Einsamkeit (Die ihr Felsen und Baume bewohnet)
  7. Nachtgedanken (Euch bedaur' ich, unglucksel'ge Sterne)
  8. Beherzigung (Ach, was soll der Mensch verlangen?)
  9. Wonne der Wehmut (Trocknet nicht, Tranen der ewigen Liebe!)
  10. Wanderers Nachtlied (Der du von dem Himmel bist)
- 1941 Früh, wenn Tal, Gebirg' und Garten, voor vrouwenstem en piano - tekst: Johann Wolfgang von Goethe
- 1957 Vergessene Weisen, 6 liederen naar gedichten van Paul Verlaine voor vrouwenstem en orkest
  1. Vergessene Weisen I
  2. Vergessene Weisen II
  3. Spleen
  4. Green
  5. Birds in the night
  6. Weisheit
- 1960 Beherzigung - tekst: Johann Wolfgang von Goethe
- 1960 Einsamkeit - tekst: Johann Wolfgang von Goethe
- 6 Lieder des Abschieds nach Gedichten von Rainer Maria Rilke
- Komm in den totgesagten Park und schau, voor hoge vrouwenstem en kamerorkest
- Lieder des Herbstes nach Gedichten von Rainer Maria Rilke, voor mannenstem en piano
- Sieben Sonette, van Joseph von Eicherndorff, voor hoge vrouwenstem en orkest
  1. Jugendandacht
  2. Entschluss
  3. Echte Liebe
  4. Mahnung
  5. Morgendämmerung
  6. Der verspätete Wanderer
  7. Das Alter

### Werken voor koor
- 1953 Das Lied vom Wasserrad, voor gemengd koor (SSATBB) - tekst: Berthold Brecht
- Chorfantasie über ein Fragment von Hölderlin («Schöpferischer, o wann, Genius unseres Volks»), voor vijfstemmig gemengd koor (SSATB), orkest en piano
- Der Einsiedler, op een tekst van Joseph von Eichendorff, voor gemengd koor en orkest
- Salve regina
- Troilus und Cressida, koorsymfonie voor vijfstemmig koor (SSATB) en orkest
  1. Vom Menschen
  2. Von der Frau
  3. Von der Liebe
  4. Von der Treue
  5. Vom Kampf
  6. Vom Tode
  7. Schlußchor

### Kamermuziek
- 1927 Strijkkwartet no. 1
- 1929 Serenade II, voor 9 solo-instrumenten (3 klarinetten, hoorn, trompet, trombone, viool, altviool en cello)
- 1944 Strijkkwartet no. 2
- 1958 Sonate voor cello

### Werken voor piano
- 1931 Serenade III, voor piano
  1. Intrada
  2. Siciliano
  3. Danza

## Publicaties
- Helmut Federhofer: Winfried Zilligs Einführung in die Zwölftonmusik, in: Festschrift zum zehnjährigen Bestand der Hochschule für Musik und darstellende Kunst in Graz, Wien. 1974.
- Ulrich Dibelius: Winfried Zillig, in: Musica. 12e uitgave 1958., p. 651-655.
- Wilfried Zillig: Variationen über neue Musik. München : List - Lizenz d. Nymphenburger Verl.-Handl., München, 1964. 167 p.
- Wilfried Zillig: Die neue Musik - Linien u. Porträts. München : Nymphenburger Verl.-Handl. 1963. 283 p.
- Wilfried Zillig: Variace na novon hudbu (Z nem. orig. prel. Vera Herzegová ; Hana Fischerová. Verse prel. Josef Hirsal), Praha, Supraphon. 1971. 207 p.
- Wilfried Zillig: Von Wagner bis Strauss - Wegbereiter der neuen Musik. München, Nymphenburger Verl.-Handl., 1966. 201 p.